# Eugène Janvier (1800-1852)
Pour les articles homonymes, voir Janvier (homonymie).
Eugène Janvier (Laval, 14 avril 1800 à Paris - 22 mars 1852), est un homme politique français.

## Biographie
Eugène Janvier étudia le droit, s'inscrit au barreau de Paris et devient, sous Louis-Philippe Ier, le familier et le confident de |Napoléon Joseph Léon Duchâtel.

### Chambre des députés (Monarchie de Juillet)
Le 21 juin 1834, Janvier est élu député à la Chambre des députés par le 1er collège de Tarn-et-Garonne (Montauban), avec 167 voix (313 votants, 369 inscrits), contre 144 à Antoine Debia.
Proche de Lamartine et de son Parti social, il appartient à la majorité conservatrice, déclara (août 1835) que la loi sur la presse proposée après l'attentat de Fieschi, « était la plus oppressive qui ait été votée contre l'esprit humain », se prononça pour les lois de septembre 1835, et obtient sa réélection :
- le 4 novembre 1837, avec 214 voix (344 votants, 412 inscrits), puis,
- le 2 mars 1839, avec 192 voix (323 votants).

Nommé conseiller d'État, il doit solliciter la confirmation de son mandat législatif ; elle lui est accordée, le 29 décembre 1841, par 229 voix (395 votants), contre 151 à M. Mariette-Auriol.
Partisan zélé de la politique de Guizot, Eugène Janvier, réélu encore :
- le 9 juillet 1842, par 221 voix (266 votants, 443 inscrits), puis,
- le 1er août 1846, par 224 voix (406 votants, 454 inscrits), contre 175 à M. Bouis.

Il repousse toutes les motions émanées de l'opposition, se déclare contre la réforme électorale, et vote pour l'indemnité Pritchard.

### Assemblée législative (1848-1849)
Rentré dans la vie privée à la révolution de Février 1848, il est élu à l'Assemblée législative, par les électeurs monarchistes du Tarn-et-Garonne, représentant de ce département, le 1er sur 5, avec 23 303 voix (51 955 votants, 75 233 inscrits).
Janvier siège à droite, vota pour l'expédition de Rome, pour la loi Falloux-Parieu sur l'enseignement, etc., et meurt en 1852.

## Ascendance & postérité
- Élie Janvier (Guipry, 28 janvier 1775 - Angers, 18 décembre 1845), avoué à Laval puis juge et conseiller à la cour d'appel d'Angers (1811), président de chambre en cette cour (1821), marié, le 21 floréal an V à Laval, avec Louise, fille de Mathurin Louis Julien Jacquet.
  - Élie Janvier de La Motte (Laval, 2 février 1798 - Angers (Maine-et-Loire), 16 mai 1869), 1er comte romain et « Janvier de La Motte », magistrat, député de Tarn-et-Garonne (1852-1869), marié avec Hélène de Surmont (?-1891), sans postérité.
  - Eugène Janvier (1800-1852) épousa, le 15 juillet 1822 à Angers (Maine-et-Loire), Émilie Adèle Monden-Gennevraye (1803-1888), dont il eut[2] :
    - Eugène Janvier de La Motte (Angers, 27 mars 1823 - Paris, 27 février 1884), préfet, député de l'Eure, officier de la Légion d'honneur (26 décembre 1861)[3]. le 8 septembre 1848 à Angers, il épouse Marie Louise Gabrielle, fille d'Édouard François Loré, conseiller à la cour d'appel d'Angers, puis le 4 octobre 1866 à Nantes, avec Octavie (1831-1902), fille de Jean-Baptiste Étienne (1795-1866), raffineur de sucre, juge et veuve de Louis Octave Say (1820-1857).
      - (1) Louis Eugène Janvier de La Motte (Verdun, 23 août 1849 - Paris, 1er janvier 1894), député de Maine-et-Loire, marié le 5 mai 1877 (divorcés le 2 décembre 1887) avec Marie Jeanne (1855-1904), fille de Robert Henry Herbert (1791-1862), 12e comte de Pembroke.
      - (1) Édouard Ambroise Henri Janvier de La Motte (Angers, 2 octobre 1852 - Paris IXe, 24 mai 1905), avocat et auteur dramatique, chevalier de la Légion d'honneur (11 août 1900)[4].
      - (1) Suzanne Charlotte Marianne Madeleine (Versailles, 1er août 1855 - Paris, 19 mars 1899), mariée le 5 février 1873 à Paris, avec Frédéric Guéau de Reverseaux de Rouvray (1845-1916), marquis de Reverseaux, ambassadeur de France en Autriche, dont postérité, puis avec Henri Bacot (1851-1912).

    - Louise Claire (?-Paris, 10 novembre 1894), mariée le 7 février 1850, avec Jacques Philippe Auguste Lepic (1812-1868), général de brigade, sans postérité.

  - Adolphe Janvier de La Motte (Laval, 3 juillet 1802 - Nantes (Loire-Inférieure), 13 mai 1877), président du tribunal civil de Nantes, conseiller général du Maine-et-Loire, officier de la Légion d'honneur (13 août 1855)[5], marié avec Louise Aimée Dugué (vers 1811 - 10 mai 1901).

## Pour approfondir